# Ipomoea jicama
Ipomoea jicama là một loài thực vật có hoa trong họ Bìm bìm. Loài này được Brandegee mô tả khoa học đầu tiên năm 1889.